# Ingeborg Kuba
Ingeborg Kuba (* 7. Juli 1929 in Traun) als Ingeborg Aichinger ist eine österreichische Bildhauerin, Keramikerin und Grafikerin.

## Leben und Wirken
Kuba ist in Traun aufgewachsen. Von 1959 bis 1965 besuchte sie die Kunstschule der Stadt Linz in der Meisterklasse Bildhauerei bei Walter Ritter. Seither mehreren Jahrzehnten lebt und arbeitet sie als freischaffende Künstlerin mit ihrem Gatten Adalbert (* 1927) in Lasberg. Sie ist Mitglied der Berufsvereinigung bildender Künstler Oberösterreichs.

## Werke

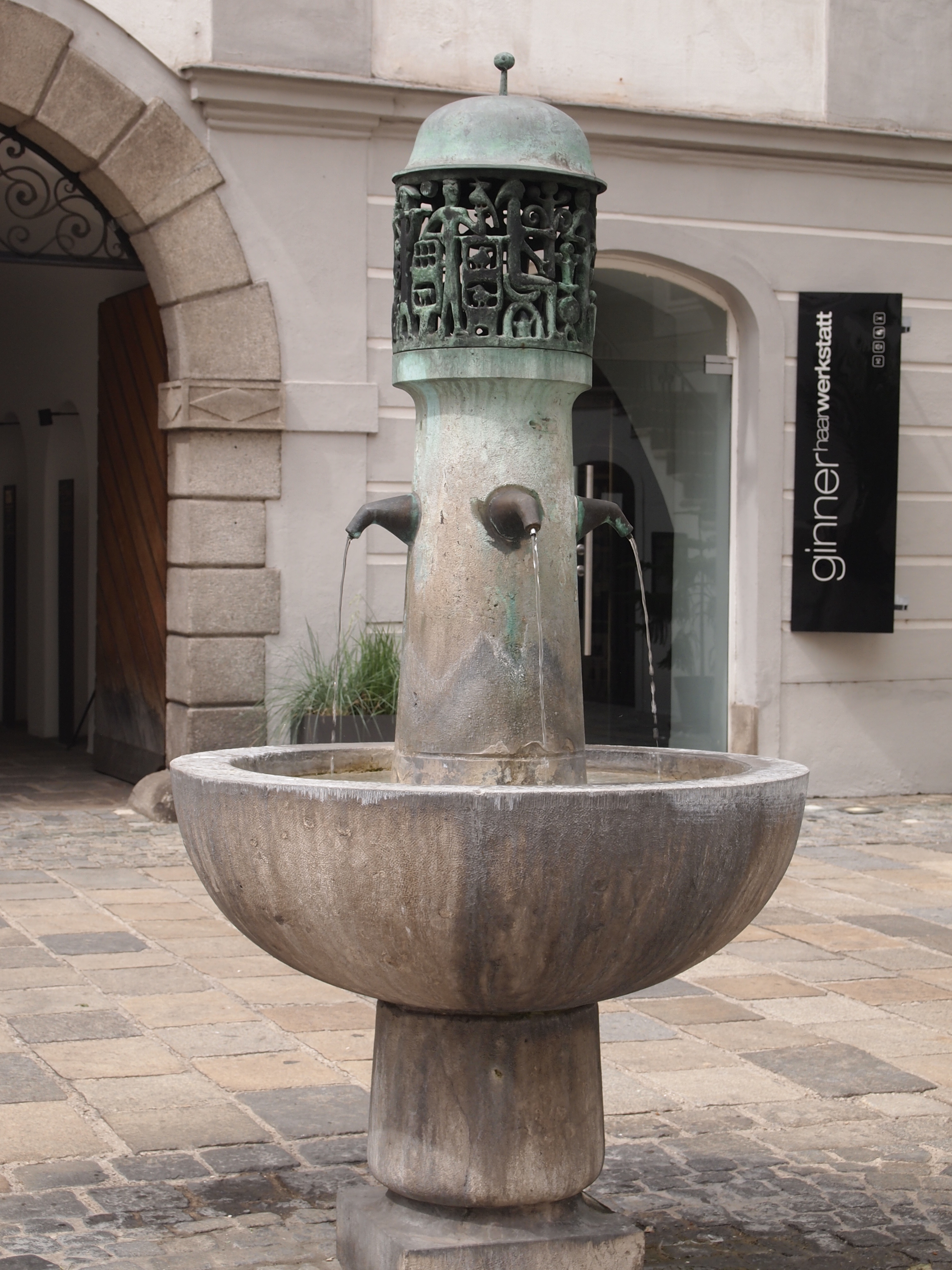
Brunnen Landhausplatz, Linz

- Brunnen Landhausplatz mit vier Wasserspeiern, Runde Granitschale, aus deren Mitte ein sich verjüngender Säulenschaft ragt. Dieser wird von einem Figurengitter aus Bronze bekrönt, das Marktszenen darstellt, Linz, 1967[2]
- Relief Die vier Elemente, Rathaus der Stadt Traun (1985)
- Brunnenplastik Hüterin des Wassers, Hauptplatz der Stadt Traun (1999)
- Bronze-Relief Jona aus dem Bauch des Fisches – Zeichen der Auferstehung auf dem Friedhof von Lasberg (2008/2009)[3][4]
- Bronze-Relief Der Sämann, Hoh-Haus am Buchberg, Lasberg[5]
- Bronze-Skulptur Die Stickerin, Feistritzpark, Lasberg, 2012[6]

## Publikation
- Licht am Ende der Nacht: Kunst und Meditation – Ein Buch für Suchende. Weitra 2007, ISBN 978-3-85252-852-6.

## Auszeichnung
- Berufstitel Professor (1997)